# Cis giganteus
Cis giganteus es una especie de coleóptero de la familia Ciidae.

## Distribución geográfica
Habita en China.